# Aabybro Kommune
| Strukturdaten       | Strukturdaten      |
| ------------------- | ------------------ |
| Sitz der Verwaltung | Aabybro            |
| Fläche              | 170,88 km²         |
| Einwohner           | 11.317 (2004)      |
| Kommune seit 2007   | Jammerbugt Kommune |

Aabybro Kommune war bis Dezember 2006 eine dänische Kommune im damaligen Nordjyllands Amt im Norden Jütlands auf der Insel Vendsyssel-Thy. Seit Januar 2007 ist sie zusammen mit den ehemaligen Kommunen Fjerritslev, Pandrup und Brovst Teil der neugebildeten Jammerbugt Kommune.